# Palolem
Palolem (Konkani पाळोळें दर्यावेळ) ist ein Ort am Südende Goas in Indien am Arabischen Meer.

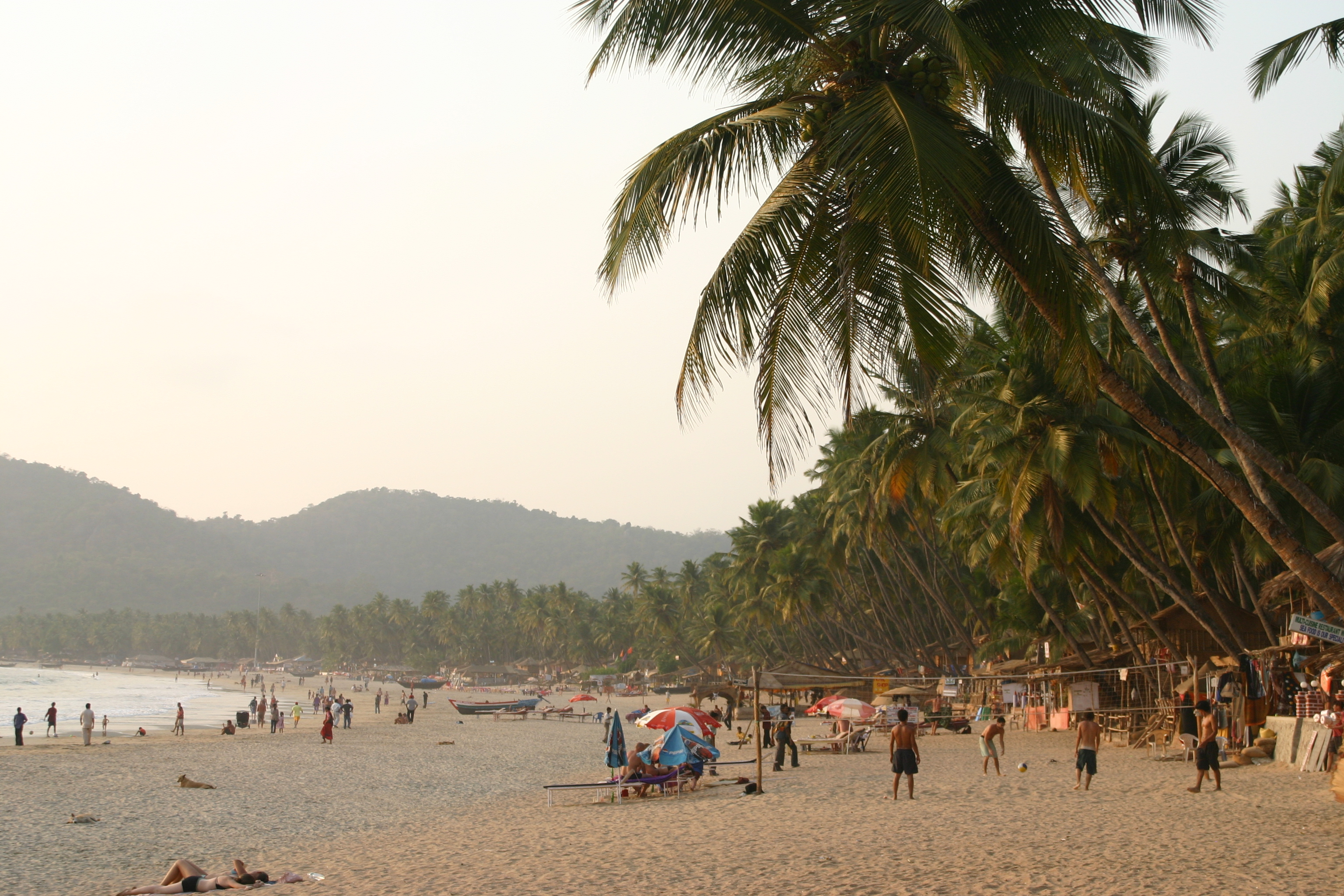
Palolem Beach

Der Strand von Palolem ist ein beliebtes Reiseziel für Urlauber. Die flach abfallende Bucht wird von Fischern genutzt, die von dort aus aufs Meer hinausfahren. In der Bucht liegt die bewaldete Insel Canacona Island, auch „Green Island“ genannt. Einige Kilometer östlich liegt das Cotigao Wildlife Sanctuary.
Der Platz erlangte Bekanntheit als Drehort für die Anfangssequenz des Films Die Bourne Verschwörung.